# L'Œuf (pièce de théâtre)
Pour les articles homonymes, voir L'Œuf et Œuf.
L'Œuf est une pièce en deux actes de Félicien Marceau parue en 1957 aux éditions Gallimard, jouée pour la première fois le 27 décembre 1956 au théâtre de l'Atelier dans une mise en scène d'André Barsacq. Le rôle principal est interprété par Jacques Duby. L'Œuf connaît un succès mondial et est joué pendant plus de trois ans.
La pièce est adaptée en 1972, dans un film du même titre réalisé par Jean Herman, avec Guy Bedos dans le rôle principal.  
En 1979, L'Œuf entre au répertoire de la Comédie-Française, où il est joué par Michel Duchaussoy, mais la pièce fait un flop.

## Résumé
La pièce reprend la trame du roman de Marceau Chair et cuir paru en 1955 : Émile Magis, « modeste employé parisien », déambule sur scène en prenant les spectateurs à témoin et leur livre les secrets de cet œuf. L'œuf, c'est tout simplement la société et son imperméable système, sa logique implacable. Lassé d'être exclu de ce système, Magis raconte comment il a été amené à passer de l'autre côté, à entrer dans cet œuf.
- Premier acte : Magis raconte au public, en convoquant différents personnages apparaissant sur scène, sa difficulté à perdre « sa fleur », ses déboires pour trouver une situation, jusqu'au moment où il se lie au très bourgeois M. Berthoullet, dont il épouse la fille aînée, Hortense.
- Deuxième acte : Victor Dugommier, ancien prétendant d'Hortense parti en Indochine, revient à Paris, et une tendre idylle s'ensuit. Magis, amusé, laisse faire et prépare un plan : il tue sa femme et accuse Dugommier, en prenant soin de mettre toutes les apparences contre ce dernier. Dugommier est condamné à vingt ans de travaux forcés.